# 鐘樓驚魂3
《時鐘塔3》，是2002年由卡普空在PlayStation 2上發售的一款生存恐怖類遊戲。

## 概要
本作是Human Entertainment開發的時鐘塔系列遊戲的續作，由於Human Entertainment已在2000年破產倒閉，時鐘塔系列版權最後由Sun電子獲得，並與卡普空共同開發。系列創始人河野一二三與舊開發團隊皆未參與本作的製作。
本作沒有採用前幾作的世界觀，只保留了「主角沒有戰鬥能力、面對敵人只能逃跑和躲藏」這點。本作是系列作中第一部能直接操控主角行動，而不是之前的點擊式驅動。
卡普空與遊戲劇本創作公司FLAGSHIP創建了新的故事，並請來導演深作欣二擔任故事CG的總監。
與前幾作不同，本作沒有分支結局，故事只有一條路線與一種結局。
主角Alyssa Hamilton的CG模特兒是演員美波。

## 遊戲玩法
遊戲分為四個章節，玩家必須操控主角Alyssa Hamilton在每個章節中一邊逃跑躲避狙擊她性命的追擊者，在關卡中搜索道具解開謎題和新區域，並在章節的最終階段和追擊者展開BOSS戰。
遊戲中的道具與卡普空的生化危機系列相同，都會在該環境內在配置的位置上放出光芒，或是有文件或文字記載情報或解謎提示。
在章節最後的BOSS戰鬥環節，Alyssa可以使用弓箭作為武器來戰鬥，直到一方的血量為0。

## 故事概要
時鐘塔3的故事發生在2003年的倫敦 。Alyssa Hamilton是一名14歲的少女。在三年前祖父Dick失蹤後被母親Nancy送到寄宿學校就讀，某日Alyssa接到母親打來的電話，要求她在15歲生日前不能回家，不安的Alyssa違反了母親的意願回到家中卻發現母親已經失蹤，並在家裡找到母親留下的信件，還拿到了母親留下的聖水瓶。就在Alyssa惶恐不安之際，突然傳來了幻想即興曲的演奏，Alyssa就這樣莫名其妙的穿越時空，來到了二戰期間的倫敦街頭……

## 商業成績
卡普空原本預料本作可以售出超過45萬份，但最終成績不如預期。

## 評價
| 汇总媒体   | 得分   |
| ---------- | ------ |
| Metacritic | 69/100 |

| 媒体                    | 得分   |
| ----------------------- | ------ |
| Eurogamer               | 6/10   |
| Game Revolution         | C      |
| GameSpot                | 7.3/10 |
| GameSpy                 | [ 9 ]  |
| IGN                     | 7.7/10 |
| 美国PlayStation官方杂志 | [ 11 ] |
| Fami通                  | 33/40  |

## 廣播劇CD
2003年1月24日發售預兆篇，同年3月21日發售覺醒篇。故事內容為本作的前傳，講述本篇主角Alyssa的母親Nancy為了拯救女兒的行動，故事的最後則換成Alyssa開始了遊戲本篇的劇情。

## 關聯項目
- 狂氣古城：原預定要作為本作的續篇，繼承了本作的遊戲系統和不少概念。

## 外部連結
- 時鐘塔3官網，存于